# Tomáš Havránek (lední hokejista)
Tomáš Havránek (4. května 1998 Žďár nad Sázavou) je český hokejový útočník.
Je odchovancem klubu HC Žďár nad Sázavou. V juniorské kategorii působil ve Žďáru nad Sázavou a Jihlavě. Od sezóny 2014/2015 hraje za HC Kometa Brno. V sezóně 2017/2018 byl členem mistrovského týmu juniorů brněnské Komety.